# Mikko Hyppönen
Mikko Hermanni Hyppönen (ur. 1969) – fiński specjalista w dziedzinie bezpieczeństwa komputerowego i felietonista.
W 1991 r. został zatrudniony w przedsiębiorstwie F-Secure. Obecnie (2016) jest szefem działu analiz. Położył zasługi na polu badań i analizy robaków Slapper i Sobig.F.
Publikuje na łamach „New York Times”, „Wired” i „Scientific American”. Prowadził wykłady na Uniwersytecie Stanforda, Uniwersytecie Oksfordzkim oraz na University of Cambridge.
Jest członkiem licznych organizacji międzynarodowych, m.in. CARO (Computer Anti-Virus Researchers Organisation) i EICAR (European Institute for Computer Anti-Virus Research). Współtworzył szereg książek.